# Lelio Bonsi
Lelio Bonsi, noto anche come Lelio Bonzi (Firenze, 1532 circa – Firenze, seconda metà del XVI secolo), è stato un letterato e giurista italiano che rivestì ruoli di responsabilità presso la famiglia Medici.

## Biografia
Nacque intorno all'anno 1532 da una famiglia nobile di Firenze, figlio di Ugolino Bonsi, e si dedicò presto allo studio della letteratura e della filosofia. Entrò molto giovane all'Accademia fiorentina di Cosimo I de' Medici e tenne la sua prima lezione a circa diciotto anni, nel 1549, ricoprendo già nel 1551 l'incarico di provveditore dell'Accademia.
Il 15 ottobre dello stesso anno lasciò Firenze alla volta di Pisa, dove intraprese lo studio della legge; vi restò vari anni, ma una volta conclusi gli studi pisani rientrò a Firenze e servì il cardinale Giovanni di Cosimo I de' Medici. La lealtà verso la famiglia Medici continuò anche nei riguardi di Francesco I e Ferdinando I de' Medici, fino a permettergli di ricoprire la carica di gran cancelliere e auditore dell'Ordine di Santo Stefano papa e martire.
Si sposò ed ebbe due figli: Cosimo e Pietro Paolo. Fu in profonda amicizia con Annibale Caro, che difese in occasione della polemica contro Lodovico Castelvetro, e con Benedetto Varchi che gli dedicò parecchie poesie.

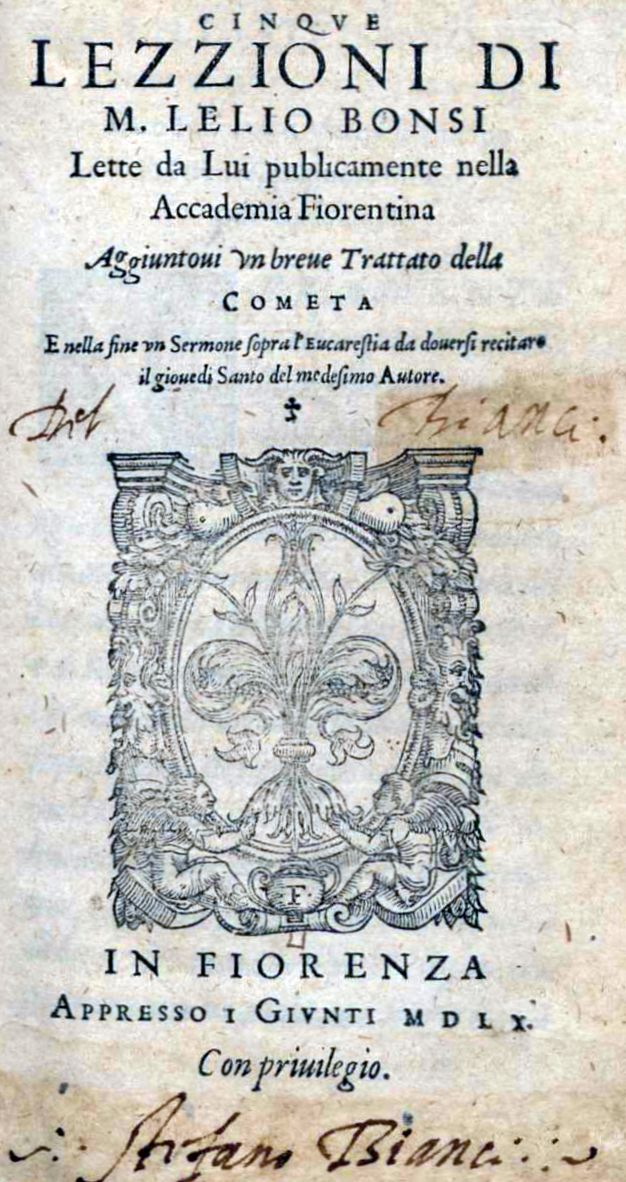
Frontespizio di Cinque lezzioni

Le notizie inerenti alla sua vita sono in larga parte desumibili dalla sua opera principale, Cinque lezzioni di M. L. B. lette da lui publicamente nella Accademia Fiorentina aggiuntovi un breve trattato della cometa e nella fine un sermone sopra l'eucarestia da doversi recitare il giovedì santo del medesimo autore, edita Firenze nel 1560.
Morì a Firenze in data ignota e fu sepolto presso la chiesa del convento di Santa Elisabetta del Capitolo.

## Opere
- Cinque lezzioni lette da lui publicamente nella Accademia Fiorentina, Firenze, Bernardo Giunta, 1560.